# 背风群岛 (社会群岛)
背风群岛（法語：Îles Sous-le-vent，發音：[il suləvɑ̃]）是位于大洋洲社会群岛的一组群岛，隶属法属波利尼西亚。群岛面积84km²，人口33,184人（2007年）。
背风群岛包含以下岛屿和环礁：
东部
- 博拉博拉島（Bora Bora）
- 胡阿希內島（Huahine）
- 莫皮蒂島（Maupiti）
- 圖帕伊環礁（Tupai）
- 賴阿特阿島（Raiatea）
- 塔哈島（Tahaʻa）

首府乌图罗阿位于赖阿特阿岛
西部
- 馬努瓦埃環礁（Manuae）
- 莫圖奧內環礁（Motu One）
- 莫皮哈環礁（Maupihaa）